# Лисенко Сергій Олександрович (підполковник)
Сергі́й Олекса́ндрович Лисенко — підполковник Збройних сил України.
Станом на лютий 2017-го — заступник начальника штабу, 72-га бригада.

## Нагороди
За особисту мужність і героїзм, виявлені у захисті державного суверенітету та територіальної цілісності України, вірність військовій присязі під час російсько-української війни
- нагороджений орденом Богдана Хмельницького III ступеня (26.2.2015).